# Költségvetés
A költségvetés egy számítási terv, általában, de nem mindig pénzügyi, egy meghatározott időszakra, gyakran egy évre vagy egy hónapra. A költségvetés tartalmazhatja a várható értékesítési mennyiségeket és bevételeket, az erőforrások mennyiségét, beleértve az időt, a költségeket és kiadásokat, a környezeti hatásokat, például az üvegházhatású gázok kibocsátását, az egyéb hatásokat, az eszközöket, a kötelezettségeket és a pénzáramlásokat. A vállalatok, kormányok, családok és más szervezetek a költségvetéseket arra használják, hogy a tevékenységek stratégiai terveit mérhető kifejezésekben fejezzék ki.
A költségvetés elkészítése lehetővé teszi a vállalatok, hatóságok, magánszervezetek vagy családok számára, hogy prioritásokat határozzanak meg és értékeljék céljaik elérését. E célok eléréséhez szükség lehet hiányra (a kiadások meghaladják a bevételeket), vagy éppen ellenkezőleg, lehet megtakarítás, amely esetben a költségvetés többletet mutat (a bevételek meghaladják a kiadásokat).
A kereskedelem területén a költségvetés egy olyan dokumentum vagy jelentés, amely részletezi egy szolgáltatás elvégzésének költségeit. Aki a költségvetést készíti, annak be kell tartania azt, és nem változtathatja meg, ha az ügyfél elfogadja a szolgáltatást.
A költségvetés kifejezi a tervezett kiadásokat, valamint javaslatokat tesz arra vonatkozóan, hogyan lehet azokat forrásokból fedezni. A költségvetés kifejezhet többletet, amely forrásokat biztosít egy későbbi időpontban történő felhasználásra, vagy hiányt, amikor a kiadások meghaladják a bevételeket vagy más forrásokat.

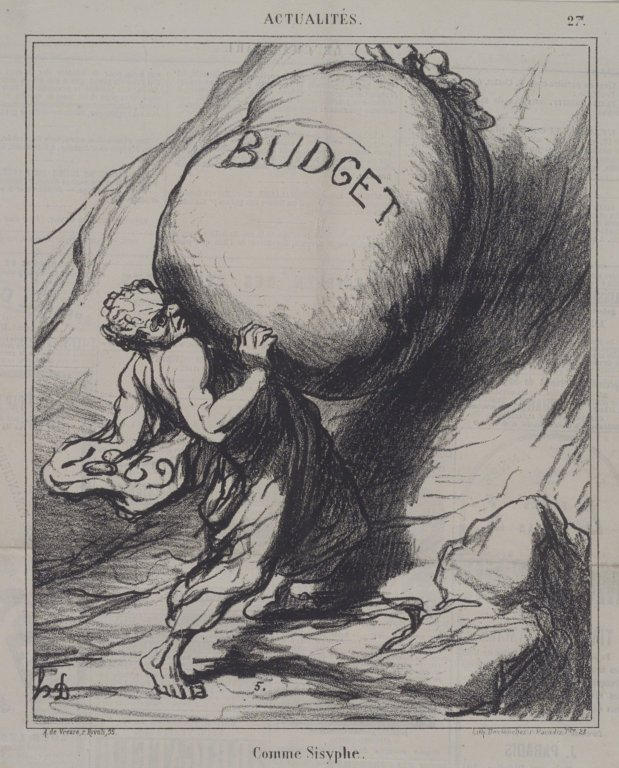
Comme Sisyphe – Honoré Daumier (Brooklyn Múzeum)

## Kormány
Egy kormányzat költségvetése a kormányzat várható (gyakran, de nem mindig adókból származó) forrásainak és kiadásainak összefoglalása vagy terve. A kormányzati költségvetéseknek három típusa van: a működési vagy folyó költségvetés, a tőke- vagy beruházási költségvetés és a pénzforgalmi vagy pénzforgalmi költségvetés. 

### Ország szerint

#### Egyesült Államok
A szövetségi költségvetést az Office of Management and Budget készíti el, és nyújtja be a Kongresszusnak megfontolásra. A kongresszus minden esetben sok és jelentős változtatást eszközöl. Majdnem minden amerikai államnak kiegyensúlyozott költségvetést kell készítenie, de a szövetségi kormánynak megengedett a hiány. 

#### India
A költségvetést a Pénzügyminisztérium Költségvetési Főosztályának Gazdasági Főosztálya készíti el évente. A költségvetést készítő bizottságot a pénzügyminiszter vezeti. A jelenlegi indiai pénzügyminiszter Nirmala Sitharaman. A költségvetés tartalmazza a pótlólagos többlettámogatásokat, és ha az elnök az alkotmányos gépezet meghibásodásáról szóló kihirdetése alapján egy állam vagy uniós terület vonatkozásában az adott állam költségvetésének elkészítését. [idézet szükséges] India első költségvetését 1860. február 18-án nyújtotta be James Wilson. P C Mahalanobis az indiai költségvetés atyjaként ismert.

#### Irán
A 2022-23-as iráni nemzeti költségvetés a legutóbbi. A költségvetési programmal kapcsolatos dokumentumokat nem adják ki.

#### Fülöp-szigetek
A Fülöp-szigeteki költségvetést tartják a világ legbonyolultabbjának, mivel egyetlen költségvetési rendszerben többféle megközelítést foglal magában: tételes (költségvetés végrehajtása), teljesítmény (költségvetési elszámoltathatóság) és nulla alapú költségvetés-tervezés. A Költségvetési és Gazdálkodási Minisztérium (DBM) készíti el a nemzeti kiadási programot, és továbbítja azt a képviselőház előirányzat-bizottságának, hogy az általános előirányzat-tervezetet (GAB) dolgozzon ki. A GAB költségvetési tanácskozáson és szavazáson megy keresztül; ugyanez a folyamat zajlik, amikor a GAB-ot továbbítják a Fülöp-szigeteki Szenátusnak.
Miután a kongresszus mindkét háza jóváhagyja a GAB-ot, az elnök aláírja a törvényjavaslatot általános előirányzat-törvényként (GAA); az elnök dönthet úgy is, hogy megvétózza a GAB-ot, és visszaküldi a törvényhozásnak, vagy 30 napig nem írja alá a törvényjavaslatot, és a törvény hatályát veszti. A költségvetési törvényjavaslat megvétózásának két típusa van: a tételes vétó és a teljes költségvetés megvétózása.

## Személyes
A személyes költségvetés vagy otthoni költségvetés egy olyan pénzügyi terv, amely a jövőbeni személyes jövedelmeket a kiadások, megtakarítások és adósságtörlesztés céljára fordítja. A személyes költségvetés készítésekor figyelembe veszik a múltbeli kiadásokat és a személyes adósságokat. Számos módszer és eszköz áll rendelkezésre a személyes költségvetés elkészítéséhez, használatához és kiigazításához. Például a munkahelyek bevételi forrást jelentenek, míg a számlák és a lakbérfizetések kiadásokat. Egy harmadik kategória (a bevételeken és kiadásokon kívül) lehet a vagyon (például ingatlan, befektetések vagy egyéb megtakarítások vagy értékek), amelyek potenciális tartalékot jelentenek a pénzeszközök számára költségvetési hiány esetén.

## Vállalati költségvetés
Egy vállalkozás, részleg vagy vállalat költségvetése     a közeljövőre, általában a következő számviteli időszakra vonatkozó pénzügyi előrejelzés, amely a különböző részlegek - működés, humánerőforrás, IT stb. - várható bevételeit és kiadásait foglalja össze. Ez tehát az integrált üzleti tervezés kulcsfontosságú eleme, amelynek megfelelően a mérhető célokat a részlegvezetőkre ruházzák (és ezekből KPI-k lesznek); a költségvetések meghatározhatják a nem pénzbeli erőforrásokat is, például a személyzetet vagy az időt. 
A költségvetési folyamat jelentős erőfeszítéseket igényel, gyakran több tucatnyi munkatárs bevonásával; a végső jóváhagyás a pénzügyi igazgató és a működési igazgató hatáskörébe tartozik. A felelősség általában a vállalat pénzügyi irányítási területéhez tartozik általában, néha kifejezetten az „FP&A”-hoz. Az ebben a szerepkörben foglalkoztatott szakembereket gyakran „költségvetési elemzőnek” nevezik, ami egy speciális pénzügyi elemzői funkció.
A szervezetek készíthetnek funkcionális költségvetéseket, amelyek a tevékenységekre és/vagy a bevételekre és kifizetésekre összpontosító pénzforgalmi költségvetéseket. Az inkrementális költségvetés készítése az előző időszak költségvetéséből indul ki, míg a nulla alapú költségvetés készítése során a tevékenységeket/költségeket csak akkor veszik figyelembe, ha az indokolt. Minden megközelítés esetében a várható értékesítés vagy bevétel a kiindulópont; ez a vállalkozás adott időszakra vonatkozó tervein alapul. A közvetlenül kapcsolódó elemek és költségek jellemzően ezekhez kapcsolódnak (alkalmazható tevékenységalapú költségszámítás). A támogató és irányítási funkciókat felül lehet vizsgálni, és az ebből eredő „fix” költségeket, mint például a bérleti díj és a bérköltségek, legalább az inflációval kiigazítják. A tőkekiadásokat - mind az új beruházásokat, mind a karbantartást - külön lehet tervezni; az adósságszolgálatot és a törlesztést ugyanígy. A fő költségvetés mindezeket összesíti. Lásd: Pénzügyi előrejelzés, Pénzforgalmi előrejelzés, Pénzügyi modellezés § Számvitel.
Míg a költségvetést jellemzően évente állítják össze - bár például a bányászatban ez negyedévente is történhet -, a nyomon követés folyamatos, és a pénzügyi és működési kiigazításokat (vagy beavatkozásokat) indokolt esetben végzik el; lásd bővebben a Pénzügyi kockázatkezelés § Vállalati pénzügyek című részt. Itt, ha a ténylegesen teljesített számadatok megközelítik a költségvetésben szereplő számadatokat, ez azt jelzi, hogy a vezetők értik a vállalkozásukat, és sikeresen teljesítettek. Másrészt, ha a számok eltérnek egymástól, ez azt jelzi, hogy a vállalat nem tartja kézben a dolgokat; ráadásul a részvényárfolyam is szenvedhet, ha ezeket a számokat közölték az elemzőkkel.
A kritika néha a költségvetés-tervezés természetére és a szervezetre gyakorolt hatására irányul.  Az idő- és forrásköltségeken kívül két jelenséget is problémásként azonosítanak: Először is, azt javasolják, hogy a vezetők gyakran „játszanak a rendszerrel”, amikor könnyen elérhető célokat határoznak meg és/vagy a szükségesnél több erőforrást kérnek, hogy a szükséges erőforrások kompromisszumként kerüljenek a költségvetésbe. A második megfigyelés az, hogy a vezetők gondolkodása a rövid távú, operatív gondolkodást hangsúlyozhatja a hosszú távú és stratégiai perspektíva rovására, különösen akkor, ha a bónuszkifizetések a költségvetéshez kapcsolódnak. Lásd: Stratégiai tervezés § Stratégiai tervezés vs. pénzügyi tervezés.

## A költségvetés típusai
- Eladási költségvetés – a jövőbeni eladások becslése, gyakran mindkét egységre lebontva. Vállalati és értékesítési célok létrehozására szolgál.
- Gyártási költségvetés – az értékesítési célok eléréséhez legyártandó egységek becsült száma. A gyártási költségvetés becsüli az egységek gyártásával járó különféle költségeket is, beleértve a munkaerőt és az anyagokat. Termékorientált cégek készítettek.
- Tőkeköltségvetés – annak meghatározására szolgál, hogy a szervezet hosszú távú beruházásait, például új gépek, cseregépek, új üzemek, új termékek és kutatás-fejlesztési projektek megérik-e folytatni.
- Pénzforgalom/készpénzköltségvetés – jövőbeli készpénzbevételek és kiadások előrejelzése egy adott időszakra vonatkozóan. Általában egy rövid távú jövőbeni időszakot takar. A pénzforgalmi költségvetés segít a vállalkozásnak meghatározni, hogy a bevétel mikor lesz elegendő a kiadások fedezésére, és mikor kell a vállalatnak külső finanszírozást keresnie.
- A feltételes költségvetés-tervezés egy olyan költségvetési megközelítés, amelyet ingadozó bevételekkel, magas fix költségekkel vagy az el nem merült költségektől függő bevételekkel rendelkező vállalatok, valamint nonprofit szervezetek és nem kormányzati szervezetek számára terveztek.
- Marketing költségvetés – a promócióhoz, reklámozáshoz és PR-hez szükséges pénzeszközök becslése a termék vagy szolgáltatás marketingjéhez.
- Projekt költségvetés – egy adott vállalati projekthez kapcsolódó költségek előrejelzése. Ezek a költségek magukban foglalják a munkaerő-, anyag- és egyéb kapcsolódó költségeket. A projekt költségvetését gyakran konkrét feladatokra bontják, és mindegyikhez feladat-költségvetést rendelnek. A projekt költségvetésének megállapításához költségbecslést használnak.
- Bevételi költségvetés – a kormány bevételeiből és az ezekből teljesített kiadásokból áll. A bevételek a kormány által kivetett adókból és egyéb illetékekből állnak. Különböző országok és szakszervezetek négyféle adójoghatóságot hoztak létre: államközi, állami, helyi és különleges státuszú adójoghatóságokat ( szabadkereskedelmi övezetek ). Mindegyik pénzáramlást biztosít a megfelelő bevételi költségvetési szintekhez. [9]
- Kiadási költségvetés – a kiadási adatelemeket tartalmazza.
- Rugalmassági költségvetés – fix költségre kerül megállapításra, a változó költségre pedig tevékenységi intézkedésenként kerül meghatározásra a változó mérték.
- Előirányzat-költségvetés – a vezetőség megítélése alapján meghatározott kiadásokra maximális összeget határoznak meg.
- Teljesítmény-költségvetés – többnyire a fejlesztési tevékenységben részt vevő szervezetek és minisztériumok használják fel. Ez a költségvetési folyamat figyelembe veszi a végeredményt.
- Nulla alapú költségvetés – Olyan költségvetési típus, amelyben a költségvetéshez hozzáadott minden tétel jóváhagyásra szorul, és egyetlen tétel sem kerül át az előző évek költségvetéséből. Az ilyen típusú költségvetésnek egyértelmű előnye van, ha a korlátozott forrásokat körültekintően és objektíven kell elosztani. A nulla alapú költségvetés létrehozása több időt vesz igénybe, mivel a költségvetés minden részét felül kell vizsgálnia a vezetőségnek.
- Személyes költségvetés – A saját vagy otthoni kiadásokra összpontosító költségvetési típus általában bevételt jelent a költségvetésbe.

## Fordítás
Ez a szócikk részben vagy egészben  a   Budget című angol Wikipédia-szócikk ezen változatának fordításán alapul.  Az eredeti cikk szerkesztőit annak laptörténete sorolja fel. Ez a jelzés csupán a megfogalmazás eredetét és a szerzői jogokat jelzi, nem szolgál a cikkben szereplő információk forrásmegjelöléseként.